# Delano (familie)
De familie Delano is een prominente Amerikaanse familie van zakenmensen en politici.
De stamboom gaat terug naar Philippe de la Noye, ook geschreven als Philip Delano (1602-1681), die aan het begin van de jaren 1620 aankwam in Plymouth in Massachusetts. De Delano's zijn van oorsprong protestanten uit Rijsels-Vlaanderen, later onderdeel van Frans-Vlaanderen (Tourcoing/Rijsel), kerkelijk verbonden aan de Waalse kerk in Leiden.

## Naamdragers
Naamdragers van Delano die afstammen van Philippe de la Noye zijn:
- Paul Delano, (1775-1842), Chileens marineofficier
- Columbus Delano (1809-1896), bankier en staatsman
- Francis Ralph Delano (1842-1892), bankier en spoorwegdirecteur
- Jane Arminda Delano, (1862-1919), verpleegster en oprichtster van de American Red Cross Nursing Service
- Frederic Adrian Delano (1863-1953), spoorwegdirecteur
- William Adams Delano (1874-1960), architect
- Diane Delano (1957), actrice
- James Whitlow Delano (1960), fotograaf